# Каллегари, Джузеппе
Джузеппе Каллегари (итал. Giuseppe Callegari; 4 ноября 1841, Венеция, Ломбардо-Венецианское королевство — 14 апреля 1906, Падуя, королевство Италия) — итальянский кардинал. Епископ Тревизо с 28 февраля 1880 по 25 сентября 1882. Епископ Падуи с 25 сентября 1882 по 14 апреля 1906. Кардинал-священник с 9 ноября 1903, с титулярной диаконией pro illa vice Санта-Мария-ин-Козмедин с 12 ноября 1903.